# Peder Sunesen
Peder Sunesen (omkring 1161- 29. oktober 1214), der var søn af Sune Ebbesen, var biskop af Roskilde fra 1191 til 1214.
Han var ven med Abbed Vilhelm i Æbelholt Kloster, der formentlig var hans lærer. Efter Vilhelm og ærkebiskop Absalons ønske sendte Sune omkring 1180 sin søn til den berømte abbed Stephan i Genovevaklosteret ved Paris . Egentlig skulle han dernæst indtræde i Cistercienserordenen, men han foretrak at fortsætte de boglige studier i Paris. Han blev optaget som kannik i Genovevaklosteret og lærte den her hjemmehørende skolastiske mystik. Svækket af sygdom vendte han hjem omkring 1183 og blev kannik i Lund Domkirke under Absalon, der, da han blev gammel nok, i 1191 fik ham gjort til biskop i Roskilde Domkirke, som han selv hidtil havde styret; fremdeles skulle Peder Sunesen dog hjælpe Absalon med de kirkelige pligter i ærkestiftet.
Peder Sunesen var en central person i Danmarks kulturelle samkvem med Frankrig. Forbindelsen udstraktes også til det politiske, da han sammen med abbederne Stephan og Vilhelm var med til at formidle planen om Philip Augusts giftermål med Kong Knud 6.s søster Ingeborg og stod, ledsaget af abbed Vilhelm, i spidsen for den sendefærd, der bragte den danske kongedatter til Frankrig i 1193.
Det var også de franske katedraler, der inspirerede ham til opførelsen af Roskilde Domkirke, og derudover stod han også bag opførelsen af Vor Frue Kirke i den opblomstrende bispestad København.
| Foregående: Absalon | Biskop i Roskilde 1191-1214 | Efterfølgende: Peder Jacobsen |